# Anton Breitenhofer
Anton Breitenhofer (* 10. April 1912, Reșița, Österreich-Ungarn; † 17. Dezember 1989 in Bukarest, Rumänien) war ein rumäniendeutscher kommunistischer Politiker, deutschsprachiger Journalist, Schriftsteller der literarischen Gattung des Proletkultes und langjähriger Chefredakteur der in Bukarest herausgegebenen deutschen Tageszeitung Neuer Weg.

## Leben
Breitenhofer arbeitete zunächst als Schlosser in Reșița. 1939 trat er der Rumänischen Kommunistischen Partei bei.
Nach dem Zweiten Weltkrieg besuchte er die „Mihai-Eminescu-Schule der Literatur und Literaturkritik“, die zur Schulung einer kommunistisch indoktrinierten Literaturgeneration von 1950 bis 1954 bestand. Er war Mitglied des Deutschen Antifaschistischen Komitees für Rumänien. Von 1955 bis 1979 war er als Vertreter der rumäniendeutschen Minderheit und Schriftleiter (1954–1975) der Zeitung Neuer Weg Mitglied im Zentralkomitee der KPR.  Seit 1960 war er Mitglied im Büro der Vereinigung der Schriftsteller Rumäniens und von 1962 bis 1968 gehörte er dem Exekutivausschuss dieser Vereinigung an. 1968 wurde er Mitglied des Staatskomitees für Kunst und Kultur.
Am 15. November 1968 wurde Breitenhofer in der konstituierenden Sitzung des Rats der Werktätigen deutscher Nationalität der Sozialistischen Republik Rumänien zum Stellvertreter des Vorsitzenden Eduard Eisenburger gewählt; weitere Stellvertreter wurden Peter Lamoth, Richard Winter und Paul Schuster.

## Auszeichnungen
Im Mai des Jahres 1961 erhielt Breitenhofer im Rahmen des Gedenkens an das 40-jährige Bestehen der Kommunistischen Partei Rumäniens eine Auszeichnung.

## Werke
- Sieg in der Arbeiterstadt, (Victorie în orașul muncii, roman), Editura Uniunii Scriitorilor, 1951
- Aus unseren Tagen  (Din zilele noastre, proză), ESPLA, 1958
- Die Lehrjahre des Franz Jakobi, ESPLA, 1960
- Ucenicia lui Jakobi, povestiri, Editura Tineretului, 1961
- Das Wunderkind u. a. Erzählungen (Copilul minune, povestiri), Editura pentru Literatură, 1962
- Am Weltbuckel (În cârca lumii), Editura pentru Literatură, 1966
- Der Mädchenmaler (Pictorul de fete, roman), Editura pentru Literatură, 1969
- Ciudata prăbușire, roman, Editura Eminescu, 1971
- Zu spät für Marilena, roman, Editura Kriterion, 1973
- Prea târziu pentru Marilena, roman, Editura Cartea Românească, 1977
- Zeitbilder. Reiseaufzeichnungen und Reportagen aus Europa und Asien (Imagini actuale. Note și reportaje din Europa și Asia), Editura Kriterion, București, 1979
- Spiel mit dem Feuer (Jocul cu focul, roman), Editura Kriterion, 1982
- Pe colinele Semenicului, roman, Editura Cartea Românească, 1987